# ГЕС Пасу-Фунду
ГЕС Пасу-Фунду (порт. Usina Hidrelétrica Passo Fundo) – гідроелектростанція на південному сході Бразилії у штаті Ріу-Гранді-ду-Сул. Знаходячись перед ГЕС Monjolinho становить верхній ступінь каскаду на річці Пассо-Фундо, котра є лівою притокою Уругваю.
В межах проекту річку перекрили комбінованою греблею із бетонної та земляної частин висотою 47 метрів та довжиною 636 метрів, для якої знадобилось 155 тис м3 бетону та 415 тис м3 ґрунту. Крім того, існують дві земляні дамби – висотою 13 метрів та довжиною 300 метрів і висотою 10 метрів та довжиною 300 метрів. Разом ці споруди утримують водосховище з площею поверхні 151,5 км2 та об’ємом 1590 млн м3 (корисний об’єм 1405 млн м3).
Зі сховища через правобережний гірський масив проклали дериваційний тунель довжиною 6,7 км та діаметром 6 метрів. Він завершується балансуючим резервуаром із трьох камер (дві підземні загальним обсягом 2,3 тис м3 та одна відкрита з обсягом 13 тис м3), з’єднаних шахтою висотою 72 метри та діаметром 12 метрів. Після цього йде два напірних водоводи діаметром по 3,4 метра, котрі подають ресурс до машинного залу, облаштованого в долині правої притоки Пассо-Фундо річки Rio Erexim.
Основне обладнання станції складають дві турбіни типу Френсіс потужністю по 114,6 МВт, які при напорі 258 метрів забезпечують виробництво понад 1 млрд кВт-год електроенергії на рік.